# Drahos Evelin
Drahos Evelin (? július 11. –) magyar operaénekes, énekművész.

## Életpályája
A komlói Kodály Zoltán Ének-zenei Katolikus Általános Iskolában tanult. A váci Bartók–Pikéthy Zeneművészeti Szakgimnáziumban érettségizett. 2016-2019 között a Liszt Ferenc Zeneművészeti Egyetem klasszikus ének BA szakán, 2019-2021 között oratórium és dalénekművész MA, 2022-2023 között énekművész-tanár MA szakán tanult. 2022-ről a Színház- és Filmművészeti Egyetem doktori iskolájának hallgatója. 2018-ban mutatkozott be a Magyar Állami Operaházban, 2019-től szerepel a Budapesti Operettszínház előadásaiban.

## Színházi szerepei

### Budapesti Operettszínház
- A Szépség és a Szörnyeteg (Babette, a portörlő)
- Az Orfeum mágusa (Gertrud - Barrison lány)
- Hamupipőke (Lukrécia, mostohanővér)
- István, a király (Gizella)
- Mária főhadnagy (Panni)

## Díjai
- 2023. Marshall bot-díj
- 2022. Balogh Lajos-díj
- 2019. Nemzetközi Lehár Ferenc Operett Énekverseny - MMA különdíj
- 2022. VII. Kortárs Zenei Énekverseny II. díj
- 2023.World Open Online Music Competition-I. díj Szerbia
- International Moscow Music Online-Competition-I.díj
- PAW-III. díj, Olaszország
- VIII. Kortárs Zenei Énekverseny- Magyar Állami Operaház különdíja
- Versünnep Fesztivál -különdíj, közönségdíj
- 2024:-Danubia Talents-kamara szekció I.díj